# Stéphan Bureau
Pour les articles homonymes, voir Bureau.
Stéphan Bureau (Montréal, 2 juillet 1964 - ) est un journaliste et animateur de télévision québécois. Il anime et produit des émissions et des séries documentaires pour la télévision et la radio.

## Biographie
Stéphan Bureau est né le 2 juillet 1964 à Montréal. Il est le fils du professeur d'université Robert Bureau (1941-2011) et de Christine Bertrand, enseignante au primaire. Dès l'adolescence, il se passionne pour le cinéma, la littérature et la bande dessinée. À l'âge de 13 ans, il passe une audition à Radio-Canada et il devient l'un des chroniqueurs de l'émission Téléjeans, qui s'adresse aux jeunes.
À 20 ans, alors qu’il poursuit un programme d’études russes à l’Université Concordia, il fait ses premières armes en journalisme radiophonique à Radio-Canada. Il fait d’abord du remplacement pour l'émission jeunesse Sept heures Bonhomme. Puis, il est embauché comme chroniqueur jeunesse aux émissions CBF Bonjour avec Joël Le Bigot et à Montréal Express avec Michel Désaultels.
L'année suivante, il amorce sa carrière à la télévision à Télévision Quatre-Saisons comme chroniqueur à l’émission Graffitis. Il anime ensuite à Télé-Québec (alors appelé Radio-Québec) le magazine Table rase, traitant d’information internationale, ainsi que les émissions L’indice et Québec inc. 
C’est aussi pour le réseau public québécois qu’il conçoit et produit l’émission Contact, une série d’entretiens menés en profondeur avec des sommités du monde artistique, littéraire et intellectuel (Michel Tournier, Paul Auster, Nancy Huston, Michel Serres, Jean Marais, etc.). Cette série de 26 épisodes, produite entre 1990 et 1994 et diffusée dans toute la Francophonie, lui a valu le prestigieux prix des arts Rogers au Canada anglais.
Au cours de la même période, de 1990 à 1993, Stéphan Bureau part à Washington où il est correspondant pour le quotidien La Presse, le magazine L’Actualité et pour le Réseau TVA. À son retour, TVA lui confie le magazine d’affaires publiques hebdomadaire L’Événement pendant trois ans. 
En 1995, il est nommé chef d’antenne du journal télévisé de 22 heures, Le TVA Édition Réseau, succédant ainsi à Jacques Moisan. L'après-midi du référendum sur l’avenir politique du Québec, tenu cette année-là, il enregistre une entrevue avec le premier ministre du Québec, Jacques Parizeau, qui lui livre en primeur son testament politique. 
En 1997, Stéphan Bureau passe à Radio-Canada où il est tour à tour animateur, correspondant à New York puis chef d’antenne du grand magazine national d’information Le Téléjournal / Le Point, poste qu'il occupe de 1998 à 2003. Plusieurs fois durant son mandat, Stéphan Bureau sera aux premières loges pour parler des événements marquants de l'actualité québécoise, canadienne et internationale : les jeux olympiques de Nagano; la démission surprise du premier ministre québécois Lucien Bouchard; la mort de l'ex-premier ministre canadien Pierre Elliott Trudeau; le dixième anniversaire de la chute du mur de Berlin; l'élection de Vladimir Poutine; le sommet de Rambouillet, etc.

## LaSlow TV
En 2003, Stéphan Bureau choisit de quitter le monde de l’information pour explorer de nouvelles avenues dans le domaine de la production télévisuelle. Il prend alors le virage de ce qu'il appelle la Slow TV, une approche qui préconise l’approfondissement du contenu. Il décide de ralentir le pas et de méditer sur le parcours des grands créateurs de notre temps. 
C’est ainsi que tout se met en place pour le retour en force de la série d'entretiens Contact en 2006. Intitulée Contact, l'encyclopédie de la création, cette série documentaire de 44 épisodes propose des rencontres exceptionnelles avec de grands penseurs et créateurs contemporains dont le metteur en scène Franco Dragone, les écrivains Jean d'Ormesson, Éric-Emmanuel Schmitt, Mario Vargas Llosa, José Saramago, Dany Laferrière, Daniel Pennac, Amin Maalouf, la politicienne Simone Veil, le chef Alain Ducasse, le bédéiste Enki Bilal, le sculpteur colombien Fernando Botero, l'homme de théâtre et cinéaste Robert Lepage, l'économiste et essayiste Jacques Attali et le scénariste et dramaturge Jean-Claude Carrière. La série est alors assortie d'un site de référence étoffé, pour compléter l’expérience.

## Collaboration avecJuste pour rire
Le parcours professionnel de Stéphan Bureau est aussi marqué par une collaboration avec Juste pour rire.
De 2004 à 2015, il crée le concept et anime les Galas Hommage Juste pour rire qui célèbrent des artistes québécois ayant marqué le milieu de l’humour, notamment Clémence DesRochers (2004), RBO (2009), Denise Filiatrault (2011), Gilles Latulippe (2014) et François Pérusse (2015). 
En 2012, dans le cadre du 30e anniversaire de Juste pour rire, Stéphan Bureau est responsable de l’animation des grands plateaux télé : l’émission spéciale 30e anniversaire et le Gala du 30e. À l’occasion de ce gala, on assiste entre autres à une brève résurrection des Lundis des Ha! Ha!, à la réunion du Groupe sanguin ainsi qu’à un premier retour du concept de Piment fort avec Normand Brathwaite. 
Le Festival Juste pour rire verra aussi la naissance d’une série de grands entretiens menés par Stéphan Bureau. Après une première entrevue réussie avec Pierre Richard en 2004, la formule devient récurrente dès 2005 avec plusieurs grands noms dont Stéphane Rousseau et Jean Lapointe. Ces entrevues, en plus d’être présentées devant public, prennent la forme d’une émission de télé en 2006. Celle-ci sera d’abord connue sous le nom des Grandes entrevues Juste pour rire, avant de devenir Les grandes entrevues. Louis-José Houde, Fabrice Luchini, Anne Dorval, Jean-Marc Parent et François Bellefeuille se sont entre autres prêtés au jeu.
L’émission, qui en est à sa 11e saison sur les ondes d’ICI ARTV, a permis à l’animateur de remporter 4 Prix Gémeaux pour Meilleure animation : émission ou série d’entrevues ou talk-show et de devenir ainsi un « Immortel » de la télévision (à partir de 3 statuettes gagnées pour le même projet).
De pair avec Juste pour rire, Stéphan Bureau a aussi développé et animé le concept « Juste pour une ville ». Dans le cadre de ce gala, plusieurs humoristes offraient un bien cuit humoristique prenant pour cible la ville hôte du spectacle, qui s’est rendu à Québec, Saguenay et Laval.

## Divers
En 2006, en plus de Contact et des Grandes entrevues Juste pour rire, Stéphan Bureau anime L'échangeur, une série hebdomadaire d’entrevues diffusées à TVA. 
En 2008, il prend la barre de La Joute, une grande émission de débat présentée à Télé-Québec. La même année, il anime le débat des chefs dans le cadre des élections fédérales du Canada.
En 2011, il est l’animateur de Génies en herbe, l'aventure, la nouvelle mouture de Génies en Herbe, qui revient sur les ondes de Radio-Canada après 14 ans d’absence. 
Puis, après avoir préparé le gala hommage à RBO lors du Festival Juste pour rire 2009, Stéphan Bureau se plonge à nouveau dans l’univers du célèbre groupe pour célébrer son 30e anniversaire. Il dirige donc et anime le projet RBO 3.0. Cette série documentaire prend la forme de huit émissions télévisées de 30 minutes, avec une thématique différente à chaque semaine, ainsi que de cinq épisodes radio de 60 minutes chacun. En première diffusion, la série radio est présentée à la Première Chaîne de Radio-Canada durant la période des Fêtes 2011, alors que la série télé entre en ondes à Radio-Canada en janvier 2012. Le projet est complété par une plateforme web. 
Stéphan Bureau fut chroniqueur sur la vie politique américaine à l’émission Gravel le matin. Il est également présent à l’émission Le 15-18, l’émission du retour sur ICI Radio-Canada Première à Montréal. Toujours sur ICI Première, il est à la barre de Bien entendu, une émission d’entrevue d’une heure avec des invités issus de tous les milieux. L’émission se décline en version de 3 h l’été en remplacement de l’émission Pénélope. L'animateur quitte finalement Radio-Canada le 20 août 2021, où il enregistre sa dernière émission Bien entendu.
De septembre 2022 à avril 2023, il anime une émission d'actualité et de débats nommée Le monde à l'envers, diffusée sur les ondes de TVA.
Depuis septembre 2023, il devient journaliste à BFMTV, en France, et devient consultant pour l'actualité des États-Unis et du Canada[réf. nécessaire] . 

## Prix et distinctions
Stéphan Bureau a remporté plusieurs Prix Gémeaux, conjointement avec Radio-Canada, alors qu'il était animateur et présentateur du journal télévisé de la société d'État. Le Téléjournal / Le Point a alors atteint le statut d’Immortel.  
Puis, dans un autre registre d’émission, Stéphan Bureau a répété l’expérience avec Les grandes entrevues.
Il a aussi été décoré de l’Ordre de la Pléiade, à l’Assemblée nationale du Québec, en 2010. La Pléiade est un ordre de la Francophonie qui est destiné à reconnaître le mérite de personnalités qui se sont distinguées en servant les idéaux de l'Assemblée parlementaire de la Francophonie (APF).
- 1994 : Prix des arts Rogers pour la série documentaire Contact
- 1999 : Prix Gémeaux, Meilleur journal télévisé pour Le Téléjournal / Le Point
- 2000 : Prix Gémeaux, Meilleur journal télévisé pour Le Téléjournal / Le Point
- 2000 : Prix Gémeaux, Meilleure entrevue : toutes catégories pour Le Téléjournal / Le Point « Entrevue avec Jean-Marie Le Pen »
- 2001 : Prix Gémeaux, Meilleur journal télévisé pour Le Téléjournal / Le Point
- 2002 : Prix Gémeaux, Meilleur journal télévisé pour Le Téléjournal / Le Point
- 2008 : Récipiendaire du Mérite du français 2008, décerné par le Conseil pédagogique interdisciplinaire du Québec
- 2010 : Décoré de l'Ordre de la Pléiade, par le président de l'Assemblée nationale du Québec, M. Yvon Vallières
- 2010 : Prix Gémeaux, Meilleure animation : émission ou série d’entrevues ou talk-show pour Grandes entrevues Juste pour rire « Entrevue Louis-José Houde »
- 2011 : Prix Gémeaux, Meilleure animation : émission ou série d’entrevues ou talk-show pour Les grandes entrevues « La grande entrevue de Fabrice Luchini »
- 2013 : Prix Gémeaux, Meilleure animation : émission ou série d’entrevues ou talk-show pour Les grandes entrevues « Benoît Brière »
- 2014 : Prix Gémeaux, Meilleure animation : émission ou série d’entrevues ou talk-show pour Les grandes entrevues 2013 « Anne Dorval »